# Underscore.js
Underscore - JavaScript бібліотека, яка містить допоміжні функції для розповсюджених JavaScript завдань. Вона подібна до можливостей, що надаються Prototype.js і мовою Ruby, але обирає функціональний дизайн замість розширення прототипів об'єкту. Бібліотека вміє делегувати виклики, якщо необхідний функціонал наявний в середовищі виконання JavaScript. Документація позначає Underscore як "краватку, що пасує до смокінга jQuery та підтяжок Backbone.js ." Underscore створена Джеремом Ашкеназом, відомим за Backbone.js та CoffeeScript.

## Виноски
1. ↑  JavaScript Meetup City, Open, The New York Times, 4 квітня 2012, архів оригіналу за 16 липня 2012, процитовано 2 липня 2013

## Зовнішні посилання
- офіційний сайт [Архівовано 8 липня 2013 у Wayback Machine.]